# Penitella gabbii
Penitella gabbii är en musselart som först beskrevs av Tryon 1863.  Penitella gabbii ingår i släktet Penitella och familjen borrmusslor. Inga underarter finns listade i Catalogue of Life.